# Хондзинский, Николай Павлович
Хондзи́нский Никола́й Па́влович (род. 23 мая 1985 года) — российский дирижёр, основатель Камерной капеллы «Русская консерватория», художественный руководитель и главный дирижёр Симфонического оркестра Псковской филармонии.

## Биография
Родился 23 мая 1985 года в Москве в семье музыканта Павла Хондзинского (ныне протоиерей, доктор богословия).
В 2004 году окончил Колледж им. Гнесиных (факультет хорового дирижирования, класс доцента В. А. Калинина). В 2011 году с отличием окончил факультет оперно-симфонического дирижирования МГК им. П. И. Чайковского, (класс профессора Л. В. Николаева — дирижирование, класс профессора Ю. Б. Абдокова — композиция и оркестровка). С 2008 по 2011 год занимался в классе профессора Санкт-Петербургской консерватории, Народного артиста России Э. А. Серова.
Стипендиат Правительства Российской Федерации, Лауреат Премии правительства Москвы (2014), лауреат Премии им. Бориса Чайковского (2008). Лауреат Международных и Всероссийских фестивалей (2009, 2010), номинант Российской Национальной театральной премии искусства для детей «Арлекин» (Театр «Русская опера», Э. Хумпердинк опера «Гензель и Гретель», 2010) и др.
С 2016 года занимает пост художественного руководителя Историко-культурного и просветительского центра ПСТГУ «Соборная палата».
С 2018 года занимает пост художественного руководителя и главного дирижёра Симфонического оркестра Псковской филармонии.

## Творческая деятельность
Основатель, художественный руководитель и дирижёр Камерной капеллы «Русская консерватория» (2008) — коллектива, снискавшего репутацию первооткрывателя незаслуженно забытых шедевров отечественной музыки XX столетия и не известных в России памятников европейского музыкального Барокко. Среди мировых и российских премьер, проведённых капеллой под руководством Хондзинского:
- Я. Д. Зеленка — первое исполнение «Gloria», для солистов хора и оркестра (Театральный зал ММДМ, 2010 г.);
  - первое исполнение в России «Miserere» ZWV 57 для солистов хора и оркестра (Евангелически-лютеранский собор Петра и Павла, 2009г.);
  - первое исполнение в России «Miserere» ZWV 56 для солистов хора и оркестра (Кафедральный собор Непорочного зачатия Пресвятой Девы, 2011 г.);
  - первое исполнение «Kyrie»,"Sanctus","Agnus Dei", для хора и оркестра (Кафедральный собор Непорочного зачатия Пресвятой Девы, 2012 г.);
  - первое исполнение в России практически всех оркестровых сочинений;
- И. С. Бах — первое исполнение в России ряда духовных кантат, инструментальных сочинений (2009—2014);
- Г. В. Свиридов — первое исполнение хоров из цикла «Песни Безвременья» (Светлановский зал ММДМ, 2012 г.);
- Ю. Б. Абдоков — первое исполнение музыки балета «Осенние молитвы» (Театральный зал ММДМ, 2010 г.);
  - первое исполнение поэмы для оркестра «На грани таянья и льда» (Рахманиновский зал МГК им. Чайковского, 2013 г.);
  - первое исполнение Элегической поэмы для скрипки соло и струнного оркестра (Малый зал МГК им. Чайковского, 2013 г.);
  - первое исполнение Поэмы для оркестра «Птицы под дождём» (Кафедральный собор Непорочного зачатия Пресвятой Девы, 2014 г.).

По мнению английского рецензента Марка Робертса, записи, сделанные «Русской консерваторией» под руководством Николая Хондзинского, «вряд ли кто-то сможет превзойти по качеству в обозримом будущем». Не менее высокую оценку мастерству Николая Хондзинского дал Народный артист России Карэн Хачатурян, назвав его дирижёрскую работу «блистательной», а самого маэстро — «одним из самых ярких и талантливых музыкантов нового поколения».
Как приглашённый дирижёр сотрудничал с Мариинским театром, Академическим симфоническим оркестром Санкт-Петербургской филармонии, Волгоградским Академическим Симфоническим оркестром,The Universal Ballet Company (Сеул, Южная Корея), Государственным Академическим Симфоническим оркестром им. Светланова, Рязанским Музыкальным театром (Главный дирижёр в сезоне 2011—2012), Екатеринбургским камерным хором «Доместик», Архангельским Государственным камерным оркестром, балетной труппой «Кремлёвский балет», театрами «Русская опера», «Балет Москва» и др. 

Редактировал и впервые исполнил в наше время ряд вокально-оркестровых и инструментальных сочинений Я. Д. Зеленки, А. Вивальди, И. Г. Пизенделя.
Автор проекта по первому исполнению в России всех духовных кантат И. С. Баха.
Автор проекта «Terra barocco», в рамках которого впервые в России прозвучали сочинения Я. Д. Зеленки, Г. Ф. Генделя, Г. Ф. Телемана, И. С. Баха, И. К. Баха, А. Вивальди.

Неоднократно отмечены критиками качества Хондзинского — высокий дирижёрский профессионализм, изысканный вкус, стилистическая точность, высокое эмоциональное напряжение и масштабное чувство формы.
С Симфоническим оркестром Мариинского театра дирижёр исполнил впервые на сцене Концертного зала Мариинского театра Фортепианный концерт, симфоническую поэму «Подросток», кантату «Знаки Зодиака» Б. А. Чайковского, Фортепианный концерт Г. Уствольской, кантату Grabmusik В. А. Моцарта, Дивертисмент Б. Бартока. Совместно с Академией молодых певцов и симфоническим оркестром Мариинского театра исполнил премьеру оперы Д. Кривицкого «Доктор Живаго», оперы Александра фон Цемлинского «Карлик». Совместно с Академией молодых оперных певцов Мариинского театра и камерной капеллой Русская консерватория впервые в Санкт-Петербурге были исполнены Miserere Я. Д. Зеленки, кантата Г. Ф. Генделя Armida abbandonata. Под руководством маэстро состоялся ряд концертов на сцене концертного зала Мариинского театра, среди которых: концерт, посвященный 90-летию с рождения Б. А. Чайковского, концерт лауреата конкурса tonali Т. Хоффмана, состоявшийся при дружественной поддержке сената и министерства культуры города Гамбурга и др.

## Дискография
- В. Я. Шебалин: первая запись всех хоровых циклов Toccata Classics[30], London 2008/2011 г.
- Б. А. Чайковский: «Сказки Андерсена» Naxos[31], London 2009 г. (хормейстер)
- Д. Д. Шостакович: первая запись «Песен фронтовых дорог» Toccata Classics[30], London 2010/2011 г.
- Г. В. Свиридов: первые записи сочинений для хора в сопровождении инструментального ансамбля: поэма «Лапотный мужик» и др. (готовится к изданию).
- Ю. Б. Абдоков: первая запись оркестровых сочинений (поэмы «На грани таянья и льда», «Осенние молитвы», «Птицы под дождём» и др.) (готовится к изданию).

## Членство в жюри
- Член жюри по присуждению Международной Премии им. Бориса Чайковского (2019)[32]
- Председатель жюри Регионального отборочного этапа Восемнадцатых молодежных Дельфийских игр России (2018).[33]
- Председатель жюри Всероссийского фестиваля-конкурса «Хоровые ассамблеи» в Краснодаре.[34]
- Художественный руководитель 45-го Фестиваля русской музыки в Пскове.[35]

## СМИ и критика
«Музыкант, о котором идет речь, несмотря на свою относительно дирижёрской профессии молодость, — человек выдающийся. … То, что он уже сделал, заслуживает самых высоких оценок». Юрий Абдоков, профессор МГК им. П. И. Чайковского.
«…маэстро Николай Хондзинский сумел собрать воедино колоссальную партитуру, добиться динамизма и драматургической цельности, что сделать было совсем не просто, учитывая масштабы опуса и многовекторность заложенных в него задач. В экспрессивной и колористически богатейшей ткани оперы ему удалось высветлить важнейшее — не дать затеряться голосам, благодаря чему слушатели смогли внимать выразительной пастернаковской прозе.»
«…Хондзинский известен своим звуковым и, говоря шире — стилистическим перфекционизмом. Его стремление к ювелирной отточенности деталей, к своеобразному звуко-тембровому фабержизму и шире — его духовная ответственность за каждый исполняемый звук, всегда находили горячий отклик в „Русской Консерватории“, поднимавшей, казалось бы, „неподъемное“…»
«Интерпретация Хондзинского — … феноменальное по балансу соотношение „ювелирных“ деталей и драматически обусловленной тектоники.»
«Работу Николая Хондзинского трудно назвать обыденным аккомпанементом. Это удивительный, весьма многомерный и практически не встречающийся в современной исполнительской практике резонанс музыкального дыхания солиста.»
«В умении эксклюзивно интерпретировать, а не ремесленно воспроизводить, в своих неординарных репертуарных стремлениях молодой маэстро предстает на данный момент одним из лучших отечественных дирижёров.»
«Камерным оркестром Мариинского театра дирижировал Николай Хондзинский — музыкант высочайшей профессиональной культуры и неподдельного музыкального вкуса. На мой взгляд, один из самых самобытных молодых дирижёров…»
«Предложенные Хондзинским тончайшая движенческая и динамическая нюансировка, фразировка, предполагающая работу „на молекуляром уровне“, головокружительные тембровые модуляции — все это находило живой отклик у оркестрантов, виртуозно преодолевавших сложности очень непростых по языку партитур.»

## Интервью на радио и телевидении
- «В гостях у Ларисы Гергиевой». Николай Хондзинский (3-я передача) — Российский государственный музыкальный телерадиоцентр
- В гостях у Ларисы Гергиевой. «Terra barocco». — Российский государственный музыкальный телерадиоцентр
- В гостях у Ларисы Гергиевой. Встреча с Николаем Хондзинским. — Российский государственный музыкальный телерадиоцентр
- Николай Хондзинский. Интервью ГТРК Псков
- Николай Хондзинский. Интервью ГТРК Алания
- Без грима. В студии известный российский дирижёр Николай Хондзинский. — Радио России
- Николай Хондзинский. Интервью ГТРК Псков
- Николай Хондзинский. Открытие 76-го филармонического сезона в Псковской области. — ГТРК Псков
- Николай Хондзинский. Интервью ГТРК Псков
- Стартовая площадка. Открытие филармонического сезона — Радио России
- Николай Хондзинский. Интервью ГТРК Псков
- Стартовая площадка. Гость студии — Николай Хондзинский. — Радио России
- Без грима. Гости программы: директор Псковской областной филармонии Елизавета Барышникова и художественный руководитель, главный дирижёр Николай Хондзинский. — Радио России
- Шоу вежливых людей. В гостях — главный дирижёр оркестра Николай Хондзинский и директор областной филармонии Елизавета Барышникова. — Маяк
- Интервью / Николай Хондзинский: О новом филармоническом сезоне, молодых талантах и больших артистах. — Первый Псковский
- Николай Хондзинский. Канон. Часть 1. Телеканал «Союз»
- Николай Хондзинский. Канон. Часть 2. Телеканал «Союз»